# Hrvatska bowling liga
Hrvatska bowling liga je hrvatska nacionalna liga u bowlingu. 
U ligaškim utakmicama uz muškarce je također dozvoljen i nastup ženama. Također se često događalo da pojedini klub nastupa sa svoje dvije ekipe u ligi.

## O ligi
Liga je svoje prvo izdanje imala u sezoni 1996./97. 
 
Kako je u Hrvatskoj popularnije kuglanje klasičnim načinom, kao i većini Europe, bowling je bio manje popularan, te su odgovarajuće kuglane za bowling bile rijetkost. Bowling kuglane su se potom otvarale u sklopu trgovačkih centara i sličnih objekata (prva takva 1990.-ih u "Importanne Centru" u Zagrebu). Ako nije bilo raspoloživih bowling kuglana u Hrvatskoj (primjerice između 2003. i 2009.)

  
liga se organizirala u objektima u Sloveniji i Mađarskoj. 

### Formati natjecanja
- 1996./97.–
- 2002./03.–?

Dvokružni ligaški sustav.
Bodovanje

## Popis klubova koji su sudjelovali (1996./97. –?., 2013./14.–2022./23.)
Godina prvog sudjelovanja navedena je pored kluba.
Poredani abecedno prvo po sjedištu kluba pa zatim po nazivu.
U pojedinim sezonama klubovi su imali mogućnost sudjelovanja i rezervne ekipe - klubovi koji su barem jednu sezonu imali barem dvije ekipe u Prvenstvu označeni su sa ‡. (nepotpuno)
ugašeni klubovi
nepotpun popis 
- Stadium ‡, Donji Kneginec, Gornji Kneginec (2012./13.)
- X, Osijek
- Nomad ‡, Slunj->Zagreb
- Medonja ‡, Varaždin
- TNT ‡, Velika Gorica->Sveta Nedelja
- 300 ‡, Zagreb  / 300 Team
- Elka, Zagreb
- Gajevo, Zagreb
- Grmoščica ‡, Zagreb (1996./97.)
- Importanne, Zagreb (1996./97.)
- Kustošija, Zagreb
- Obrtnik, Zagreb (1996./97.)
- Purger ‡, Zagreb
- Telekom, Zagreb
- Trešnjevka ‡, Zagreb  / Ericsson Nikola Tesla (Ericsson NT), Nikola Tesla   (1996./97.)
- Zagreb ‡, Zagreb
- Zapad ‡, Zagreb
- Zaprešić, Zaprešić

## Izdanja
Kazalo
* u zagradi je broj drugih ekipa klubova u Prvenstvu od ukupnog broja, 0 ako niti jedna.
† označava da je osvojena dupla kruna, tj. Prvenstvo i Kup. (nepotpuno)
§ označava da je uz Prvenstvo za klubove osvojeno i Prvenstvo za petorke i Prvenstvo za trojke. (nepotpuno)
?? označava da je sjedište kluba nejasno
| Godina    | Broj klubova | Broj klubova | Prvaci                       | Prvaci           | #2                           | #2     | #3                                 | #4                                 | #1 nakon osnovnog dijela                 | #1 nakon osnovnog dijela | Izvori; Napomene |
| --------- | ------------ | ------------ | ---------------------------- | ---------------- | ---------------------------- | ------ | ---------------------------------- | ---------------------------------- | ---------------------------------------- | ------------------------ | ---------------- |
| Godina    | liga *       | doigr.       | Klub                         | Bodovi/ Rezultat | Klub                         | Bodovi | polufinalisti                      | polufinalisti                      | Klub                                     | Bod (BP)                 | Izvori; Napomene |
| 1996./97. | 6 (2)        |              | Grmoščica I Zagreb           | 58               | Grmoščica II Zagreb          | 56     | Ericsson Nikola Tesla I Zagreb     | Importanne Zagreb                  |                                          |                          |                  |
| 1997./98. |              |              |                              |                  |                              |        |                                    |                                    |                                          | (+)                      |                  |
| 1998./99. | 5 (0)        |              | Ericsson Nikola Tesla Zagreb | 26               | Obrtnik Zagreb               | 22     | Grmoščica Zagreb                   | Elka Zagreb                        |                                          |                          |                  |
| 1999./00. |              |              | Grmoščica Zagreb             |                  | Ericsson Nikola Tesla Zagreb |        | Obrtnik Zagreb                     |                                    |                                          | (+)                      | [ 7 ]            |
| 2000./01. |              |              | Grmoščica Zagreb             |                  | Obrtnik Zagreb               |        | Elka Zagreb                        |                                    |                                          | (+)                      | [ 7 ]            |
| 2001./02. | 7 (0)        |              | Grmoščica Zagreb             | 110              | Importanne Zagreb            | 102    | Kustošija Zagreb                   | Elka Zagreb                        |                                          |                          |                  |
| 2002./03. | 7 (0)        |              | Purger Zagreb                | 15:0             | Grmoščica Zagreb             | –      |                                    |                                    | Purger                                   | 125 (+20)                | [ 8 ]            |
| 2003./04. |              |              |                              |                  |                              |        |                                    |                                    |                                          | (+)                      |                  |
| 2004./05. |              |              |                              |                  |                              |        |                                    |                                    |                                          | (+)                      |                  |
| 2005./06. |              |              |                              |                  |                              |        |                                    |                                    |                                          | (+)                      |                  |
| 2006./07. |              |              |                              |                  |                              |        |                                    |                                    |                                          | (+)                      |                  |
| 2007./08. |              |              |                              |                  |                              |        |                                    |                                    |                                          | (+)                      |                  |
| 2008./09. |              |              |                              |                  |                              |        |                                    |                                    |                                          | (+)                      |                  |
| 2009./10. |              |              |                              |                  |                              |        |                                    |                                    |                                          | (+)                      |                  |
| 2010./11. |              |              |                              |                  |                              |        |                                    |                                    |                                          | (+)                      |                  |
| 2011./12. |              |              | Zapad Zagreb                 | 36:15            | 300 Zagreb                   | –      | Nomad Slunj                        | Zaprešić                           |                                          | (+)                      | doigravanje      |
| 2011./12. | 31:18        |              | Zapad Zagreb                 | 36:15            | 300 Zagreb                   | –      |                                    |                                    |                                          | (+)                      | doigravanje      |
| 2012./13. |              |              | Zapad I Zagreb               | 5:2,5:2          | 300 Team I Zagreb            | –      | 300 Team II Zagreb                 | Nomad Slunj                        | Zapad I 300 Team I                       | (+)                      | doigravanje      |
| 2012./13. | 2:5,6:1      |              | Zapad I Zagreb               | 5:2,5:2          | 300 Team I Zagreb            | –      |                                    |                                    | Zapad I 300 Team I                       | (+)                      | doigravanje      |
| 2013./14. | 12 (3)       |              | Nomad Slunj                  | 1:2,2:0, 2:1,2:0 | Purger Zagreb                | –      | X Osijek Zagreb                    | X Osijek Zagreb                    | Nomad Slunj                              | 47 (+5)                  | doigravanje      |
| 2014./15. | 8 (1)        |              | Nomad Slunj †                | 40               | Zagreb                       | 38     | Stadium Donji Kneginec             | Purger Zagreb                      |                                          |                          | liga             |
| 2015./16. | 10 (1)       |              | Nomad Zagreb                 | 2430:2209        | Zagreb                       | –      | Stadium ?? TNT 1 ??                | Stadium ?? TNT 1 ??                | Zagreb (C) Nomad Zagreb (P)              | 156 (+7) 150 (+39)       | doigravanje      |
| 2016./17. | 10 (2)       |              | Nomad I Zagreb               | 2354:2239        | Zagreb                       | –      | Trešnjevka Zagreb Medonja Varaždin | Trešnjevka Zagreb Medonja Varaždin | Trešnjevka Zagreb (C) Nomad 1 Zagreb (P) | 157 (+34) 162 (+12)      | doigravanje      |
| 2017./18. | 11 (3)       |              | Trešnjevka Zagreb †          |                  | Zapad Zagreb                 | –      | TNT 1 ?? Nomad 1 Zagreb            | TNT 1 ?? Nomad 1 Zagreb            | Zagreb (C) Nomad 1 Zagreb (P)            | 188 (+15) 161 (+31)      | doigravanje      |
| 2018./19. | 11 (3)       |              | Trešnjevka Zagreb †          |                  | Nomad II Zagreb              | –      | Nomad 1 Zagreb Zagreb              | Nomad 1 Zagreb Zagreb              | Nomad 2 Zagreb (C) Nomad 1 Zagreb (P)    | 162 (+5) 153 (+26)       | doigravanje      |
| 2019./20. | 8 (0)        |              | Trešnjevka Zagreb            |                  | Medonja Varaždin             | –      | Nomad Zagreb Zapad Zagreb          | Nomad Zagreb Zapad Zagreb          | Nomad Zagreb                             | 44 (+5)                  | doigravanje      |
| 2020./21. | 8 (0)        |              | Trešnjevka Zagreb            | 5:1,4:2          | Nomad Zagreb                 | –      | Medonja Varaždin Zapad Zagreb      | Medonja Varaždin Zapad Zagreb      | Nomad Zagreb                             | 48 (+13)                 | [ 23 ] [ 24 ]    |
| 2021./22. | 8 (1)        |              | Trešnjevka Zagreb            | 12:12, 17:7,17:7 | Zapad Zagreb                 | –      | Nomad Zagreb                       | Purger Zagreb                      | Zapad Zagreb                             | 48 (+6)                  | [ 25 ] [ 26 ]    |
| 2021./22. | 8 (1)        | 14:10,13:11  | Trešnjevka Zagreb            | 12:12, 17:7,17:7 | Zapad Zagreb                 | –      |                                    |                                    | Zapad Zagreb                             | 48 (+6)                  | [ 25 ] [ 26 ]    |
| 2022./23. | 10 (2)       |              | Nomad Zagreb                 | 18               | Zagreb 1                     | 16     | Zapad Zagreb                       | Zagreb 2                           |                                          |                          | [ 27 ]           |
| 2023./24. | ()           |              |                              |                  |                              |        |                                    |                                    |                                          | (+)                      |                  |
| 2024./25. | ()           |              |                              |                  |                              |        |                                    |                                    |                                          | (+)                      |                  |

### Klubovi po uspješnosti
stanje nakon sezone 2022./23. 
Kazalo
+ označava uspjehe drugih (II) ekipa klubova
| Klub       | Sjedište      | Prvak | Drugi | TOP4 | Ostali nazivi; Napomene             |
| ---------- | ------------- | ----- | ----- | ---- | ----------------------------------- |
| Trešnjevka | Zagreb        |       |       |      | Ericsson Nikola Tesla, Nikola Tesla |
| Nomad      | Slunj, Zagreb |       |       |      |                                     |
| Grmoščica  | Zagreb        |       |       |      |                                     |
| Zapad      | Zagreb        | 2     |       |      |                                     |
| Purger     | Zagreb        | 1     |       |      |                                     |
| Zagreb     | Zagreb        | 0     |       |      |                                     |
| 300 Team   | Zagreb        | 0     |       |      |                                     |
| Medonja    | Varaždin      | 0     |       |      |                                     |
| X          | Osijek        | 0     |       |      |                                     |

## Ženska liga
U pojedinim sezonama organizirana je i ženska liga, Hrvatska ženska bowling liga.

### Popis klubova koji su sudjelovali (2012./13. –?.)
Godina prvog sudjelovanja navedena je pored kluba.
Poredani abecedno prvo po sjedištu kluba pa zatim po nazivu.
U pojedinim sezonama klubovi su imali mogućnost sudjelovanja i rezervne ekipe - klubovi koji su barem jednu sezonu imali barem dvije ekipe u Prvenstvu označeni su sa ‡. (nepotpuno)
ugašeni klubovi
nepotpun popis 
- Stadium, Donji Kneginec (2012./13.)
- Nomad, Slunj->Zagreb
- TNT, Velika Gorica->Sveta Nedelja
- 300 ‡, Zagreb
- Purger, Zagreb
- Telekom, Zagreb
- Trešnjevka, Zagreb
- Zagreb ‡, Zagreb
- Zapad ‡, Zagreb

### Izdanja
Kazalo
* u zagradi je broj drugih ekipa klubova u Prvenstvu od ukupnog broja, 0 ako niti jedna.
| Godina     | Broj klubova   | Broj klubova   | Prvaci         | Prvaci           | #2                | #2             | #3                 | #4                 | #1 nakon osnovnog dijela | #1 nakon osnovnog dijela | Izvori; Napomene |
| ---------- | -------------- | -------------- | -------------- | ---------------- | ----------------- | -------------- | ------------------ | ------------------ | ------------------------ | ------------------------ | ---------------- |
| Godina     | liga *         | doigr.         | Klub           | Bodovi/ Rezultat | Klub              | Bodovi         | polufinalisti      | polufinalisti      | Klub                     | Bod (BP)                 | Izvori; Napomene |
| 2012./13.  | 7 (3)          |                | Nomad Slunj    | 740:666          | Zapad III Zagreb  | –              | Zapad I Zagreb     | Zapad II Zagreb    | Zapad III Zagreb         | 58 (+2)                  | doigravanje      |
| 2012./13.  | 7 (3)          | 647:481        | Nomad Slunj    | 740:666          | Zapad III Zagreb  | –              |                    |                    | Zapad III Zagreb         | 58 (+2)                  | doigravanje      |
| 2013./14.  |                |                |                |                  |                   |                |                    |                    |                          |                          |                  |
| 2014./15.  | 6 (1)          |                | Zagreb         | w/o (3:0)        | 300 1 Zagreb      | –              | Telekom Zagreb, ?? | Telekom Zagreb, ?? | 300 1 Zagreb             | 151 (+27)                | doigravanje      |
| 2015.–'20. | Nije održavana | Nije održavana | Nije održavana | Nije održavana   | Nije održavana    | Nije održavana | Nije održavana     | Nije održavana     | Nije održavana           | Nije održavana           |                  |
| 2020./21.  | 6 (1)          |                | Nomad Zagreb   | 2:0,2:0          | Zapad Zagreb      | –              | TNT Samobor        | Purger Zagreb      | Nomad Zagreb             | 24 (+2)                  | [ 32 ] [ 33 ]    |
| 2020./21.  | 6 (1)          | 2:0,2:0        | Nomad Zagreb   | 2:0,2:0          | Zapad Zagreb      | –              |                    |                    | Nomad Zagreb             | 24 (+2)                  | [ 32 ] [ 33 ]    |
| 2021./22.  | 7 (1)          |                | Nomad Zagreb   | 0:2,2:0,2:0      | TNT Sveta Nedelja | –              | Zapad Zagreb       | Zagreb 1           | Nomad Zagreb             | 46 (+1)                  | [ 34 ] [ 35 ]    |
| 2021./22.  | 7 (1)          | 2:0,2:0        | Nomad Zagreb   | 0:2,2:0,2:0      | TNT Sveta Nedelja | –              |                    |                    | Nomad Zagreb             | 46 (+1)                  | [ 34 ] [ 35 ]    |
| 2022./23.  |                |                |                |                  |                   |                |                    |                    |                          |                          |                  |

## Unutarnje poveznice
- Kup Hrvatske u bowlingu za klubove
- Prvenstvo Hrvatske u bowlingu za petorke
- Prvenstvo Hrvatske u bowlingu za trojke
- Hrvatski kuglački savez
- Popis bowlingana u Hrvatskoj

## Vanjske poveznice
- kuglanje.hr
- bowling-hrvatska.weebly.com  Arhivirana inačica izvorne stranice od 8. lipnja 2019. (Wayback Machine)
- zg-kuglanje.hr, Vijesti iz bowlinga
- bowling-hr.com, wayback arhiva